# She Wolf (Falling to Pieces)
Pour les articles homonymes, voir She Wolf.
Singles de David Guetta
LaserLight
(2012) Rest of My Life
(2012)
Singles par Sia
Wild Ones
(2012) Chandelier (chanson)
(2014)
She Wolf (Falling to Pieces) est une chanson de David Guetta interprétée par Sia.  
Il s'agit de la 2e collaboration entre les deux artistes après Titanium. 10e et dernier single extrait de l'album studio Nothing but the Beat réédité en Nothing but the Beat 2.0 sorti le 24 août 2012. Une troisième collaboration est le titre Bang My Head publié en novembre 2015.

## Formats et liste des pistes
- États-Unis / Europe - Téléchargement digital[1]

1. "She Wolf (Falling to Pieces)" – 3:30

- Téléchargement digital - EP

1. "She Wolf (Falling to Pieces)" (Michael Calfan Remix) – 6:00
2. "She Wolf (Falling to Pieces)" (Sandro Silva Remix) – 4:47
3. "She Wolf (Falling to Pieces)" (Extended Mix) – 4:59

- Europe / Royaume-Uni - CD single

1. "She Wolf (Falling to Pieces)" (Michael Calfan Remix) – 6:00
2. "She Wolf (Falling to Pieces)" (Sandro Silva Remix) – 4:47
3. "She Wolf (Falling to Pieces)" (Extended Mix) – 4:59
4. "She Wolf (Falling to Pieces)" (Album Version) - 3:42

- Europe / Royaume-Uni 12" vinyle

1. "She Wolf (Falling to Pieces)" (Michael Calfan Remix) – 6:00
2. "She Wolf (Falling to Pieces)" (Extended Mix) – 4:59
3. "She Wolf (Falling to Pieces)" (Sandro Silva Remix) – 4:47

## Clip musical
Le clip réalisé par Hiro Murai a été publié le 28 septembre 2012 sur le canal officiel VEVO de David GUETTA.
La vidéo commence avec une brève image d'une femme nue. La majeure partie du clip montre une louve blessée poursuivie par des chasseurs armés de javelots et d'arcs. La louve est surnaturelle, puisqu'elle peut faire "exploser" les chasseurs à chaque refrain de la chanson : les chasseurs et le paysage sont alors dispersés en minuscules polygones, comme s'ils faisaient partie d'une image générée par ordinateur. À la fin du clip, la louve se transforme et devient la femme nue de la première image.
C'est la seconde collaboration entre David GUETTA et Sia après Titanium ; et là aussi, aucun des deux n’apparaît dans le clip.
La vidéo a été tournée en Islande, à Langjökull, et à Krýsuvík (dans la péninsule de Reykjanes), près de Reykjanesviti.

## Classement et certification
| Classement (2012)                           | Meilleure position |
| ------------------------------------------- | ------------------ |
| Allemagne (Media Control AG)                | 3                  |
| Australie (ARIA)                            | 11                 |
| Autriche (Ö3 Austria Top 40)                | 3                  |
| Belgique (Flandre Ultratip 100)             | 7                  |
| Belgique (Wallonie Ultratop 50 Singles)     | 5                  |
| Canada (Canadian Hot 100)                   | 35                 |
| Danemark (Tracklisten)                      | 7                  |
| Écosse (OCC)                                | 10                 |
| Espagne (PROMUSICAE)                        | 13                 |
| Espagne Airplay (Promusicae)                | 47                 |
| États-Unis Hot Dance Club Songs (Billboard) | 1                  |
| Finlande (Suomen virallinen lista)          | 4                  |
| France (SNEP)                               | 4                  |
| France (Club 40)                            | 2                  |
| Hongrie (Rádiós Top 40)                     | 14                 |
| Hongrie (Single Top 40)                     | 1                  |
| Hongrie (Dance Top 40)                      | 11                 |
| Irlande (IRMA)                              | 6                  |
| Israël (Media Forest)                       | 2                  |
| Italie (FIMI)                               | 5                  |
| Nouvelle-Zélande (RMNZ)                     | 19                 |
| Norvège (VG-lista)                          | 4                  |
| Pays-Bas (Single Top 100)                   | 6                  |
| Slovaquie (IFPI Rádio)                      | 5                  |
| Suède (Sverigetopplistan)                   | 6                  |
| Suisse (Schweizer Hitparade)                | 4                  |
| Royaume-Uni (UK Dance Chart)                | 2                  |
| Royaume-Uni (UK Singles Chart)              | 8                  |
| Venezuela (Record Report)                   | 93                 |

| Pays             | Certification | Ventes  |
| ---------------- | ------------- | ------- |
| Allemagne (BVMI) | Or            | 150 000 |
| Australie (ARIA) | 2 × Platine   | 140 000 |
| Belgique (BEA)   | Or            | 15 000  |
| Danemark (IFPI)  | 2 × Platine   | 60 000  |
| France (SNEP)    | Or            | 150 000 |
| Italie (FIMI)    | Platine       | 30 000  |
| Suisse (IFPI)    | Platine       | 30 000  |

## Historique de sortie
| Pays        | Date              | Format                 | Label |
| ----------- | ----------------- | ---------------------- | ----- |
| France      | 21 août 2012      | Téléchargement digital | EMI   |
| Norvège     | 21 août 2012      | Téléchargement digital | EMI   |
| États-Unis  | 21 août 2012      | Téléchargement digital | EMI   |
| France      | 24 août 2012      | CD Single              | EMI   |
| Norvège     | 24 août 2012      | CD Single              | EMI   |
| États-Unis  | 24 août 2012      | CD Single              | EMI   |
| Royaume-Uni | 10 septembre 2012 | Téléchargement digital | EMI   |